# جهاز الطلاقة الإلكتروني
أجهزة الطلاقة الإلكترونية (بالإنجليزية: Electronic fluency device) والمعروفة أيضًا باسم الأجهزة المساعدة والمساعدات الإلكترونية وأجهزة التغذية الراجعة السمعية المتغيرة وأجهزة التغذية الراجعة المتغيرة. هي أجهزة إلكترونية تهدف إلى تحسين طلاقة الأشخاص الذين يتلعثمون ويعانون من ضعف الكلام واللغة. تقوم معظم أجهزة الطلاقة الإلكترونية بتغيير صوت المستخدم في أذنه.

## الأنواع
يمكن تقسيم أجهزة الطلاقة الإلكترونية إلى فئتين أساسيتين:
- توفر أجهزة التغذية الراجعة المحوسبة ملاحظات حول التحكم الفسيولوجي في التنفس والنطق، بما في ذلك جهارة الصوت وكثافة الصوت وأنماط التنفس.[1]
- تعمل أجهزة التغذية المرتدة السمعية المعدلة (AAF) على تغيير إشارة الكلام بحيث يسمع المتحدثون أصواتهم بشكل مختلف.[2]

## أجهزة التغذية الراجعة المحوسبة
تستخدم أجهزة التغذية الراجعة المحوسبة (مثل سي إيه أف إي تي أو د.الطلاقة "فلونسي") تكنولوجيا الكمبيوتر لزيادة التحكم في التنفس والنطق. حيث يقوم الميكروفون بجمع معلومات حول كلام المتلعثم ويتم تقديم الملاحظات على شاشة الكمبيوتر. وتشمل القياسات شدة الصوت وجودة الصوت وأنماط التنفس واستراتيجيات الصوت. تم تصميم هذه البرامج لتدريب الميزات المتعلقة بالكلام المطول، وهي تقنية علاجية تُستخدم بشكل متكرر في علاج التأتأة. لم يتم نشر أي دراسات تمت مراجعتها من قبل النظراء والتي توضح فعالية الأنظمة التجارية في السياق السريري. وجدت دراسة لملاحظات تخطيط كهربية العضل (EMG) لدى الأطفال والمراهقين أنها فعالة مثل العلاجات الأخرى (التدريب السلس على الكلام في المنزل أو في العيادة) على المدى القصير والطويل.

## أجهزة التغذية الراجعة السمعية المعدلة
من المعروف منذ فترة طويلة أن ردود الفعل السمعية المتغيرة (AAF) مثل الغناء أو التحدث الكورالي أو الإخفاء أو ردود الفعل المتأخرة أو المتغيرة التردد تقلل من التأتأة. كانت أجهزة التغذية الراجعة السمعية المعدلة المبكرة كبيرة الحجم وبالتالي كانت مقتصرة على المختبر أو غرفة العلاج، ولكن التقدم في مجال الإلكترونيات سمح بأجهزة محمولة بشكل متزايد مثل ديرازني كوركتوفون وادنبره ماسكر وجهاز الملاحظات الصوتية السريرية فوكالتيك وفلونسي ماستر وسبيتش إيزي. قد تكون الأجهزة الحالية مماثلة في الحجم والمظهر لجهاز السمع بما في ذلك النماذج التي توضع داخل الأذن والنماذج التي توضع بالكامل داخل القناة.

### الإخفاء
لقد تم توثيق فعالية إخفاء الضوضاء البيضاء في تقليل التلعثم. وقد تم تطوير أجهزة محمولة وقائمة على العيادات مثل جهاز ادنبره ماسكر (تم إيقافه منذ ذلك الحين) لتوفير التغطية وقد وجد أن التغطية كانت فعالة في تقليل التأتأة، على الرغم من أن العديد وجدوا أن تقليل التأتأة يتلاشى مع الوقت. انخفض الاهتمام بالإخفاء خلال الثمانينيات نتيجة للدراسات التي وجدت أن ردود الفعل السمعية المتأخرة وردود الفعل المعدلة بالتردد كانت أكثر فعالية في تقليل التأتأة.

### تأخر ردود الفعل السمعية
لقد لوحظ تأثير التغذية الراجعة السمعية المتأخرة (دي إيه أف) في تقليل التأتأة منذ الخمسينيات من القرن العشرين. يسمع مستخدم دي إيه أف صوته في سماعات الرأس متأخرًا بجزء من الثانية. وتتراوح التأخيرات النموذجية بين 50 مللي ثانية إلى 200 مللي ثانية. عند الأشخاص الذين يعانون من التأتأة قد ينتج دي إيه أف كلامًا بطيئًا ومطولًا ولكن سلسًا. وفي الفترة من الستينيات إلى الثمانينيات من القرن العشرين تم استخدام دي إيه أف بشكل أساسي لتدريب الإطالة والطلاقة. وبما أن المتلعثم يتقن مهارات الكلام بطلاقة بمعدل حديث بطيء فإن التأخير يقل على مراحل ويزداد معدل الكلام تدريجيًا حتى يتمكن الشخص من التحدث بطلاقة بمعدل حديث طبيعي. ولم تبدأ الأبحاث في التركيز على دي إيه أف بمعزل عن غيرها إلا في تسعينيات القرن العشرين. وانتقلت الدراسات الحديثة من التأخيرات الأطول إلى تأخيرات أقصر في نطاق 50 مللي ثانية إلى 75 مللي ثانية، ووجدت أن المتحدثين يمكنهم الحفاظ على معدلات سريعة وتحقيق طلاقة متزايدة عند هذه التأخيرات. إن التغذية الراجعة السمعية المتأخرة المقدمة باينورلي (أي في كلتا الأذنين) تكون أكثر فعالية من تلك المقدمة مونورلي فقط أو في أذن واحدة.

### ردود الفعل المعدلة بالتردد
تغير ردود الفعل السمعية المعدلة بالتردد (أف إيه أف) درجة الصوت التي يسمع بها المستخدم صوته. ويؤدي تغيير درجة الصوت من ربع أو نصف أو تحول الأوكتاف الكامل عادةً إلى انخفاض التلعثم بنسبة 55-74% في مهام القراءة القصيرة. ويختلف الأفراد فيما يتعلق بالاتجاه ومدى تحول درجة الصوت المطلوبة لتقليل التلعثم إلى أقصى حد. ففي الدراسات التي أعطت تعرضًا أطول للأف إيه أف واستخدمت مهام الحياة اليومية الأكثر أهمية مثل إنشاء مونولوج شهد بعض المشاركين فقط انخفاضًا في التأتأة. ولم تدعم الأبحاث اللاحقة الادعاءات الأولية بأن إيه إيه أف كان أكثر قوة من أف إيه أف في تقليل التأتأة. ويعد أف إيه أف مثل دي إيه أف أكثر فعالية عند تقديمه ثنائي الأذن. وفي السنوات الأخيرة تم تطوير عدد من تطبيقات الهواتف الذكية التي تنفذ دي إيه أف/أف إيه أف كبرنامج وهي أرخص بكثير من الأجهزة الخاصة.

### الفعالية
أظهرت الدراسات أن التغذية الراجعة السمعية المعدلة (بما في ذلك التغذية الراجعة السمعية المتأخرة والتغذية الراجعة المعدلة بالتردد) كما توفرها أجهزة مثل جهاز كازا فوتورا سكول دي إيه أف أو سبيتش إيزي يمكن أن تقلل التأتأة على الفور بنسبة 40-80٪ في مهام القراءة. تشير الدراسات المعملية إلى أن الانخفاض في التأتأة باستخدام جهاز الطلاقة الإلكتروني يمكن أن يحدث دون انخفاض معدل الكلام، وأن طبيعية الكلام غالبًا ما يتم تعزيزها باستخدام الإيه إيه أف. ومع ذلك فإن تأثيرات ردود الفعل المتغيرة فردية للغاية حيث يحصل البعض على زيادات كبيرة في الطلاقة، بينما يتلقى البعض الآخر القليل من الفوائد أو لا يستفيد منها على الإطلاق.
أشارت مراجعة أجريت عام 2006 لعلاجات التأتأة إلى أن ثلاث دراسات علاجية لجهاز سبيتش إيزي لم تستوف معايير الجودة التجريبية. بالإضافة إلى ذلك تعرضت الدراسات لانتقادات بسبب فشلها في إثبات صحتها البيئية؛ وخاصة أن تأثيرات إيه إيه أف تستمر على المدى الطويل وفي مواقف التحدث اليومية. ولقد تعرض الترويج البارز في وسائل الإعلام لأجهزة مثل "سبيتش إيزي" لانتقادات شديدة بسبب عدم وجود أدلة علمية على فعاليتها.
هناك عدد قليل من الدراسات المنشورة حول تأثير إيه إيه أف في الأنشطة اليومية للحياة؛ وقد بحثت الدراسات بشكل أساسي في تأثير إيه إيه أف على مهام القراءة الشفهية القصيرة مع دراسة بعض إعطاء مونولوج قصير المدة عادةً. وتوصلت العديد من الدراسات إلى نتائج جماعية تفيد بأن الأشخاص الذين يعانون من التلعثم والذين يستخدمون سبيتش إيزي يظهرون انخفاضًا أكبر في القراءة مقارنة بالحديث الفردي والمحادثة. حيث كان استخدام إيه إيه أف فعالاً في تقليل التلعثم في المكالمات الهاتفية النصية وإلقاء العروض التقديمية وفقًا للدراستين. ووجدت دراسة أخرى تبحث في تأثيرات سبيتش إيزي في مواقف أكثر طبيعية (المحادثة وطرح الأسئلة على الغرباء خارج العيادة) أن سبيتش إيزي فشل في إظهار تأثير كبير بعد ستة أشهر من الاستخدام على الرغم من اختلاف الأفراد في استجابتهم. كما وجدت دراسة أخرى تناولت استخدام الجهاز أثناء المحادثة الهاتفية والوجهية اختلافات واسعة في تقليل التأتأة، حيث أظهر ما يقرب من نصف المشاركين تحسنًا مستقرًا على مدار الأشهر الأربعة من الدراسة.
في حين أن هناك أدلة على فعالية أجهزة إيه إيه أف الفورية وقصيرة المدى في تقليل التأتأة فإن التأثيرات طويلة المدى للتغذية الراجعة المتغيرة غير واضحة. وتوجد بعض البيانات التجريبية المحدودة التي تشير إلى أن تأثير الإيه إيه أف قد يتلاشى لدى بعض السماعات بعد بضع دقائق من التعرض، وتشير بعض التقارير القصصية إلى أنه بمرور الوقت يتلقى المستخدمون تأثيرات مستمرة ولكن أقل من أجهزتهم. في حين أفادت إحدى الدراسات الجماعية باستمرار الانخفاضات الشاملة في التأتأة بعد عام من الاستخدام اليومي لجهاز سبيتش إيزي في القراءة ومهمة المونولوج، ووجد آخرون أن بعض المشاركين أظهروا تأثيرات تكيفية حيث حصلوا على فائدة أقل من الجهاز بعد التعرض لعدة أشهر بما في ذلك التأتأة أكثر مع الجهاز مقارنة بغيره. وقد لاحظت بعض الدراسات التي أجريت على أجهزة التغذية الراجعة السمعية المعدلة المختلفة طلاقة النقل، أي انخفاض التلعثم بعد أن يزيل المتلعثم جهاز الطلاقة الإلكتروني في حين لم تلاحظ دراسات أخرى ذلك.
وقد تم أيضًا إجراء تقييم لفعالية أجهزة الطلاقة الإلكترونية من خلال القياسات النوعية وتقييمات المتلعثمين. وتشير الدراسات إلى أن بعض المصابين بالتأتأة أفادوا بتحسن طلاقة الكلام والثقة في التحدث وانخفاض حدة التأتأة وبعض التأثيرات المصاحبة؛ ويُنظر إلى الجهاز على أنه مفيد بشكل خاص على الهاتف. وأفادوا بأن استخدام الجهاز كان صعباً في المواقف الصاخبة حيث يقوم الجهاز بتضخيم جميع الأصوات وبعض التأقلم مع استخدام الجهاز بمرور الوقت. قد تكون التقارير النوعية عن الرضا غير مرتبطة بمقاييس أكثر موضوعية للطلاقة: فبعض المتلعثمين الذين يحصلون على فائدة قليلة أو معدومة من جهاز يعتمد على مقاييس موضوعية يصنفون الجهاز بدرجة عالية، بينما أفاد آخرون ممن حصلوا على فائدة من مقاييس الطلاقة بآراء سلبية حول الجهاز.

### الاستخدام مع الأطفال
هناك تقييم تجريبي قليل للتأثير العلاجي للإيه إيه أف على الأطفال الذين يعانون من التلعثم: وقد لاحظت إحدى الدراسات أن تأثيرات أف إيه أف كانت أقل عند الأطفال مقارنة بالبالغين. ونظرًا لعدم وجود أدلة على فعاليتها فضلاً عن المخاوف بشأن تأثير ردود الفعل المتغيرة على أنظمة الكلام واللغة النامية، فقد أعرب بعض المؤلفين عن رأي مفاده أن استخدام أداة تقييم الكلام مع الأطفال سيكون غير أخلاقي.

### أسباب تغير تأثيرات التغذية الراجعة السمعية
الأسباب الدقيقة لتأثيرات الإيه إيه أف التي تسبب الطلاقة في الكلام لدى المصابين بالتأتأة غير معروفة. وقد اقترح المحققون الأوائل أن أولئك الذين يتلعثمون لديهم حلقة تغذية راجعة غير طبيعية بين الكلام والسمع والتي تم تصحيحها أو تجاوزها أثناء التحدث تحت تأثير دي إيه أف. كما اقترح الباحثون لاحقًا أن زيادة الطلاقة كانت في الواقع ناجمة عن التغيرات في إنتاج الكلام، بما في ذلك معدلات الكلام البطيئة وارتفاع النغمات وزيادة مستوى الصوت وليس الإيه إيه أف في حد ذاته. ومع ذلك فقد لاحظت الدراسات اللاحقة أن زيادة الطلاقة حدثت لدى بعض المصابين بالتلعثم بمعدلات طبيعية وسريعة باستخدام الدي إيه أف. ويقترح البعض أن التأتأة ناجمة عن خلل في المعالجة السمعية وأن الإيه إيه أف يساعد في تصحيح البنية الإيقاعية الخاطئة للكلام. وقد تبين أن بعض المصابين بالتلعثم لاحظوا أن لديهم تشريحًا سمعيًا غير طبيعي وأن الدي إيه أف أدى إلى تحسن الطلاقة لدى هؤلاء المصابين بالتلعثم ولكن ليس لدى أولئك الذين لديهم تشريح طبيعي. ومع ذلك تشير دراسات التصوير المقطعي بالإصدار البوزيتروني على القراءة الجماعية لدى المصابين بالتأتأة إلى أن الإيه إيه أف أحدث أيضًا تغييرات في مناطق إنتاج الحركة والكلام في الدماغ بالإضافة إلى مناطق معالجة السمع. ولقد قللت القراءة الجماعية من النشاط المفرط في المناطق الحركية الموجودة في القراءة المتلعثمة، وعكست إلى حد كبير ضعف نظام السمع القائم على نصف الكرة الأيسر ونظام إنتاج الكلام. ومع ملاحظة أن تأثيرات ردود الفعل المتغيرة تختلف من شخص لآخر ويمكن أن تتلاشى بمرور الوقت فقد تم اقتراح التشتيت أيضًا كسبب محتمل لتقليل التأتأة مع الإيه إيه أف.